# قاسم محي الدين
قاسم حسن محي الدين (5 فبراير 1899 - 1957) فقيه مسلم وشاعر وكاتب عراقي في القرن 14 هـ/ 20 م.ينتمي إلى آل أبي جامع العاملي، ولد بالنجف ونشأ بها يتيماً بكفالة جده جواد محي الدين ثم خاله. تلقى علوم العربية والشريعة فيها على بعض العلماء. سافر إلى سورية ولبنان. كان فقيهاً وله في الفقه الجعفري آثار وأديباً شاعراً كاد ينصرف عن الشعر أواخر حياته. كان يعقد في بيته مجلسًا علميًا وندوة أدبية، كما جمع مكتبة نفيسة. من أعماله البيان في شرح غريب القرآن وله ديوان الشعر المقبول في مدائح ومراثي آل الرسول. توفي في مسقط رأسه ودفن بها.

## سيرته
هو قاسم بن حسن بن موسى بن شريف بن محمد بن يوسف بن محمد بن جعفر بن علي بن حسين بن محي الدين. ولد في النجف 25 رمضان 1316 هـ/ 5 فبراير 1899 م ونشأ بها يتمياً فكفله جده جواد محي الدينوبعده خاله الشيخ أمان. سافر إلى سوريا ولبنان عام 1353 هـ والتقي بأعلام آل محي الدين كما التقي بمشاهير العلماء والأدباء ودارت له معهم مساجلات علمية وأدبية ومناظرات فكاهية ونكات مستملحة وكما وقعت له مع علماء الثالوث مناظرات. قرأ المقدمات على أساتذة معروفين منهم رضا الهندي وأخذ منه علم العروض، محمد حسين الأصفهاني واخذ منه الأصول والفقه، آقا ضياء الدين العراقي ، أخذ منه الفقه وأبو الحسن الإصفهاني ومحمد حسين الغروي النائيني وفتاح الشهيدي.

كان يعقد في بيته مجلسًا علميًا وندوة أدبية، كما جمع مكتبة نفيسة اضطر إلى بيعها حين أصابه المرض، فسافر إلى أوروبا طلبًا للعلاج.
توفي عام 1376 هـ/ 1957 م في مسقط رأسه.

## شعره
مارس الشعر برهة من الزمن ثم انصرف عنه إلى خصوص أهل البيت والأئمة الاثنا عشر «فمدحهم ورثاهم وامعن في هذه الحلبة حتى لم يترك من أهل البيت أحدا لم يرثه ثم بالغ في التوسع في ذلك فتناول كثيرا من أنصار الحسين فخصهم بمدائح ومراثي وقد طبع له ديوان في خصوص هذا يقع في نحو خمسمائة صفحة تناول فيه ذكر الأئمة ومن لحق بهم أسماه الشعر المقبول طبع في النجف في جزئين.» وأغلب شعره مبدوء بالغزل من النوع المألوف في الأجيال الماضية ومختوم بمدح آل البيت أو بمراثيهم.

## مؤلفاته
- العلويات العشر، ديوان الذي تضمن مدح علي بن أبي طالب وقد شرحه ونشره محمد حسن الشخص وطبع سنة 1949.
- الشعر المقبول في مدائح ومراثي آل الرسول، طبع في النجف، 1923.
- سيرة الامناء أو معركة الجمعة، وهي نوادر أدبية.
- المصابيح النحوية في شرح الألفية
- البيان في غريب القرآن، وهو عبارة عن حصر الألفاظ الغريبة التي وردت في القرآن الشريف وشرحها شرحاً مبسطاً وسهلاً وذلك في أرجوزة من الشعر السلس.
- هداية المبتدي في النحو أو بداية المهتدي وهداية المبتدي
- حاشية على حاشية ملا عبد الله في المنطق
- أماني الخليل في العروض
- غياض الوادي ورياض النادي في سيرة الشيخ وادي، وهو الشيخ وادي الشفلّح.
- دلائل التبيان في غريب القرآن، وهي منظومة.
- شقائق الربيع في علم البديع
- الغياض، تعليقة على طهارة الرياض.
- سيرة القاسم عليه السلام
- شقائق النادي، طرائف أدبية.
- سيرة سليل الإمام الكاظم
- معارق همدان: ارجوزة في تراجم الأعيان والمشاهير من آل محيي الدين الهمداني القحطاني، مع شرحها بذكر السير والمصنفات.